# Dmitri Leonidowitsch Kuselew
Dmitri Leonidowitsch Kuselew (russisch Дмитрий Леонидович Кузелев, * 1. November 1969 in Kemerowskaja oblast) ist ein ehemaliger russischer Handballspieler, der zumeist als Kreisläufer eingesetzt wurde.
Der 1,96 m große und 98 kg schwere Rechtshänder begann seine Karriere bei ZSKA Moskau, mit dem er 1994 und 1995 Russischer Meister wurde. 1998 wechselte er in die deutsche Handball-Bundesliga zu GWD Minden. Dort gehörte er zu den besten Torschützen. In 274 Bundesliga-Spielen warf er 1010 Tore. Durch seine guten Leistungen wurde er für die HBL-All-Star-Spiele 2002, 2004 und 2007 nominiert. Nach neun Jahren verließ er Minden und ging in die dänische Håndboldligaen zu Aarhus GF. Zwei Jahre später schloss er sich dem polnischen Verein Wisła Płock an, mit dem er 2011 Polnischer Meister wurde. In der Saison 2011/12 ließ er seine Karriere in seiner Heimat bei SKIF Krasnodar ausklingen.
Mit der Russischen Nationalmannschaft gewann Dmitri Kuselew bei den Olympischen Spielen 2000 in Sydney die Goldmedaille. Für den Olympiasieg erhielt er die Auszeichnung Verdienter Meister des Sports der UdSSR. Bei der Europameisterschaft 2000 unterlag er hingegen im Finale den Schweden.